# Saxifraga isophylla
Saxifraga isophylla är en stenbräckeväxtart som beskrevs av H. Sm.. Saxifraga isophylla ingår i Bräckesläktet som ingår i familjen stenbräckeväxter. Inga underarter finns listade i Catalogue of Life.